# Joel Taylor
Joel Taylor, is een Amerikaans drummer die met verschillende artiesten heeft getoerd of opnames heeft gemaakt, waaronder Brian Bromberg, Mike Garson, Al Di Meola, Frank Gambale en Yanni. Hij verschijnt ook op de concertregistratievideo Tribute van Yanni.